# Bundesautobahn 27
Pour les articles homonymes, voir A27.
La Bundesautobahn 27 (BAB 27, A27 ou Autobahn 27) est une autoroute allemande reliant Cuxhaven à l’A7 (Flensbourg-Füssen) au niveau de Walsrode. Elle permet surtout de connecter Bremerhaven à Brême, dont elle dessert les quartiers nord et est. L’A27 traverse la Basse-Saxe et Brême sur un total de 162 kilomètres. Elle fait partie de l’E234.

## Tracé
L’A27 compte 29 sorties numérotées de 1 à 29 de Cuxhaven à Walsrode et croise 4 autoroutes dans le même sens:
- à Brême
- à Brême
- à Brême
- à Walsrode